# Кориолан (филм)
Кориолан (енгл. Coriolanus) је британски играни филм из 2011. Рејфа Фајнса који је премијерно приказан на 61. Берлинском филмском фестивалу. У главним улогама се појављују Рејф Фајнс, Џерард Батлер, Ванеса Редгрејв и Брајан Кокс. 

## Улоге
| Глумац           | Улога                |
| ---------------- | -------------------- |
| Рејф Фајнс       | Гај Марције Кориолан |
| Џерард Батлер    | Тул Офидије          |
| Ванеса Редгрејв  | Волумнија            |
| Брајан Кокс      | Мененије             |
| Драган Мићановић | Тит Ларције          |
| Славко Штимац    | Офидијев поручник    |